# Девід Ботштейн
Девід Ботштейн (8 вересня 1942 або 4 вересня 1942 , Цюрих ) (англ. David Botstein;) — американський вчений, біолог, генетик, директор Інституту геноміки при Принстонському університеті (з 2003), директор з наукових досліджень компанії Calico (з 2013 року).

## Біографія
В 1959 році закінчив Вищу школу у Бронксі, а в 1963 році — Гарвардський університет. В 1967 році здобув ступінь Ph.D. в Мічиганському університеті. Викладав в Массачусетському технологічному інституті, де став професором генетики. В 1987 році став віце-президентом по науці Genentech, Inc. В 1990 році він став головою Відділення генетики в Стенфордському університеті.

## Нагороди та визнання
- 1978: Премія з мікробіології фірми Eli Lilly and Company
- 1981: член Національної академії наук США
- 1985: член Американської академії мистецтв і наук.
- 1987: член Американської асоціації сприяння розвитку науки
- 1988: Медаль Товариства генетики Америки[en]
- 1989: Премія Вільяма Аллана[en] Американського товариства генетики людини[en]
- 1991: Премія Діксона[en]
- 1991: Премія Розенстіла[en] (спільно з Raymond L. White[de] та Ronald W. Davis[de])
- 1993: почесний член Національного інституту медицини[en]
- 1997: президент Генетичного товариства Америки[en].
- 2003: Премія Грубера[en] з генетики
- 2006: премія Джозефа Зубіна
- 2008: член Американського філософського товариства
- 2010: Премія медичного центру Олбані[en]
- 2012: Премія Дена Девіда[en]
- 2013: Премія за прорив у науках про життя[12] — «за розробку методу вивчення спадкових захворювань людини за допомогою поліморфізмів в ДНК.»
- 2013: Премія фундації Воррена Альперта[en]
- 2014: Член Академії Американської асоціації досліджень раку

## Доробок
- Botstein, D.; White, R.; Skolnick, M.; Davis, R. Construction of a genetic linkage map in man using restriction fragment length polymorphisms :  [англ.] // American Journal of Human Genetics. — 1980. — Vol. 32, № 3. — С. 314–331. PMC 1686077. PMID 6247908.

- Eisen, M.; Spellman, P.; Brown, P.; Botstein, D. Cluster analysis and display of genome-wide expression patterns :  [англ.] // Proceedings of the National Academy of Sciences of the United States of America. — 1998. — Vol. 95, № 25. — С. 14863–14868.doi:10.1073/pnas.95.25.14863. PMC 24541. PMID 9843981.
- Botstein, D.; Cherry, J. M.; Ashburner, M.; Ball, C. A.; Blake, J. A.; Butler, H.; Davis, A. P.; Dolinski, K. et al. Gene ontology: Tool for the unification of biology. The Gene Ontology Consortium :  [англ.] // Nature Genetics. — 2000. — Vol. 25, № 1. — С. 25–29.doi:10.1038/75556. PMC 3037419. PMID 10802651.